# Малков, Михаил Петрович
Михаи́л Петро́вич Ма́лков (1909 — 24 августа 1991 года) — советский учёный, специалист по технике низких температур и разделению газов, лауреат Сталинской премии первой степени.

## Биография
С 1944 по 1991 год работал в Институте физических проблем АН СССР, в 1949—1983 зам. директора по открытым работам.
Доктор технических наук (1948, тема диссертации «Физические и технические основы выделения дейтерия из водорода методом глубокого охлаждения»).
Профессор по специальности «Процессы и аппараты химической промышленности» (1941).
Сталинская премия первой степени была присуждена ему в 1953 году за разработку и промышленное освоение методов выделения и переработки трития.
1950—1954 профессор кафедры разделения и применения изотопов Московского химико-технологического института им. Д. И. Менделеева

## Основные работы
- Справочник по физико-техническим основам криогеники [Текст] / М. П. Малков [и др.]; ред. М. П. Малков. — 2-е изд., перераб. и доп. — М. : Энергия, 1973. — 392 с. : рис., табл. — Библиогр.: с. 365—387. — Предм. указ.: с. 388—392.
- Криогеника / М. Малков, И. Данилов. — Москва : Знание, 1970. — 48 с. : ил. ; 21 см.
- Вопросы глубокого охлаждения: сборник статей. М. П. Малков. Изд-во иностранной лит-ры, 1961 — Всего страниц: 429
- Малков М. П. и др. Выделение дейтерия из водорода методом глубокого охлаждения. М.: Гос. изд.-во лит. в обл. атомной науки и техн. — 1961. — 152 с.
- Справочник по физико-техническим основам глубокого охлаждения [Текст] / М. П. Малков, И. Б. Данилов, А. Г. Зельдович, А. Б. Фрадков; под ред. М. П. Малкова. — М. ; Л. : Госэнергоиздат, 1963. — 416 с. : табл., рис. ; 27 см. — Библиогр.: с. 361—411. — Предм. указ.: с. 412—416. . — 14 000 экз.

## Награды
- Сталинская премия первой степени 1953 года[2] — за разработку и промышленное освоение методов выделения и переработки трития.
- Ленинская премия 1960 года — за разработку химических технологий производства жидких водорода и дейтерия высокой чистоты.
- заслуженный деятель науки и техники РСФСР (1976)[3]
- Медаль «За трудовую доблесть» (1953).